# Idiastion
Idiastion  és un gènere de peixos pertanyent a la família dels escorpènids.

## Taxonomia
- Idiastion hageyi (McCosker, 2008)[1]
- Idiastion kyphos (Eschmeyer, 1965)[2][3]
- Idiastion pacificum (Ishida & Amaoka, 1992)[4][5][6][7][8][9]